# Рубен Даріо
Рубе́н Дарíо (ісп. Rubén Darío, справжнє ім'я Félix Rubén García Sarmiento; 18 січня 1867 — 6 лютого 1916, Леон, Нікарагуа) — нікарагуанський поет, журналіст, дипломат, також відомий як «батько модернізму».

## Біографія
Рубен Даріо народився 18 січня 1867 року в місті Метапа в Нікарагуа і при хрещенні отримав ім'я Фелікс Рубен Гарсіа Сармьєнто. Юність провів в Нікарагуа, Сальвадорі та інших країнах Центральної Америки.

## Творчість
1886 року виїхав до Чилі, де опублікував збірку віршів «Блакить» (ісп. Azul, 1888), що мала величезний успіх. У 1893 році Даріо був призначений консулом Колумбії в Буенос-Айресі, де прожив п'ять років, співпрацюючи з провідними аргентинськими письменниками.
На сторінках газети «Насьйон» («Нація») він знайомив читачів з новітніми французькими літературними течіями, парнаською школою і символізмом, а також пропагував створену ним естетику модернізму — напряму, який незабаром став провідним у всій іспаноамериканській поезії.
Наступна книга Даріо, «Язичницькі псалми» (ісп. Prosas Profanas, досл. «Профанічна проза», 1896), ознаменувала остаточне руйнування системи класицистсько-романтичних стереотипів.
[1898]] року, відразу після закінчення Іспано-американської війни, Даріо переїхав до Іспанії як кореспондент «Насьйон». Подальші 17 років він жив в Європі, переважно в Парижі і Мадриді, зрідка наїжджаючи до Латинської Америки. З початком Першої світової війни поет повернувся до Америки. З ним був знайомий болівійський письменник Альсідес Арґедас.

## Вплив і значення

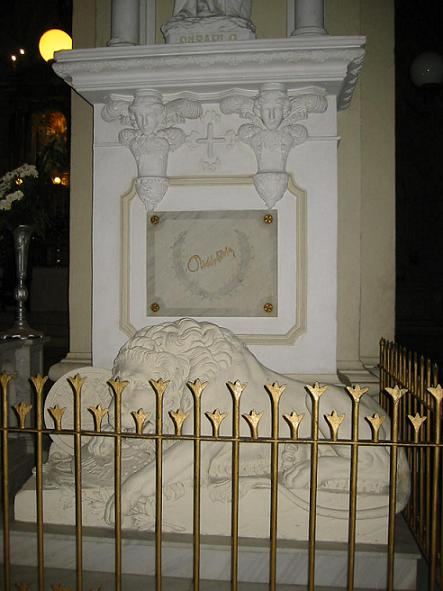
Могила Рубена Даріо

Рубен Даріо вважається видатним поетом Латинської Америки. Вірші книги «Блакить», що сповістила про початок модерністського руху, характеризуються вишуканою мовою, музичністю, пластичністю.
Даріо мав величезний вплив не тільки на латиноамериканських поетів, але й на так зване іспанське «покоління 1898 року». Якщо в «Язичницьких псалмах» сильно вирізняється вплив французької поезії кінця століття, то «Пісні життя і надії» (ісп. Cantos de vida у esperanza, 1905) — це самобутня зріла книга, в якій штучні пошуки попередніх збірок поступилися місцем соціальній проблематиці, трагічному світовідчуванню і страху перед небуттям.
Ліричну силу і глибину поезії Даріо підтвердили подальші збірки: «Мандрівна пісня» (ісп. El canto errante, 1907), «Осіння поема» (ісп. El poema del otoño, 1910), «Пісня Аргентині» (ісп. Canto а la Argentina, 1910). Декоративний барочний стиль ранньої поезії Даріо остаточно розпався під натиском щирого поетичного відчуття і став абсолютно прозорим.
Значення творчості Даріо для розвитку іспаномовної поезії полягає в тому, що він створив новий літературний напрям, який охопив увесь іспаномовний світ, радикально відновив поетичний словник і затвердив в поезії чисті естетичні критерії.
Помер Даріо в Леоні 6 лютого 1916 року.

## Переклади українською мовою
Українською мовою поезії Рубена Даріо перекладали Михайло Литвинець, Ігор Качуровський та Сергій Борщевський.
2024 року у видавництві «Компас» вийшла друком збірка поезій Рубена Даріо в перекладах Сергія Борщевського:
- Рубен Даріо. Пісні життя та надії. Пер. з іспанської Сергія Борщевського. — Київ: видавництво «Компас», 2024. — 218 с. ISBN 978-617-9530-13-5